# Matilde Sofia di Oettingen-Oettingen e Oettingen-Spielberg
Principessa Matilde Sofia di Oettingen-Oettingen e Oettingen-Spielberg (in tedesco: Mathilde Sophie, Prinzessin zu Oettingen-Oettingen und Oettingen-Spielberg; Oettingen, 9 febbraio 1816 – Merano, 20 gennaio 1886) era un membro del Casato Principesco di Oettingen-Spielberg ed una Principessa di Oettingen-Oettingen e Oettingen-Spielberg per nascita. Attraverso il suo matrimonio con Massimiliano Carlo, VI Principe di Thurn und Taxis, Matilde Sofia era anche un membro del Casato Principesco di Thurn und Taxis e Principessa consorte di Thurn und Taxis.

## Famiglia
Matilde Sofia era la secondogenita e la maggiore delle figlie femmine di Giovanni Aloisio III, Principe di Oettingen-Oettingen e Oettingen-Spielberg e di sua moglie, la principessa Amalia Auguste di Wrede.

## Matrimonio

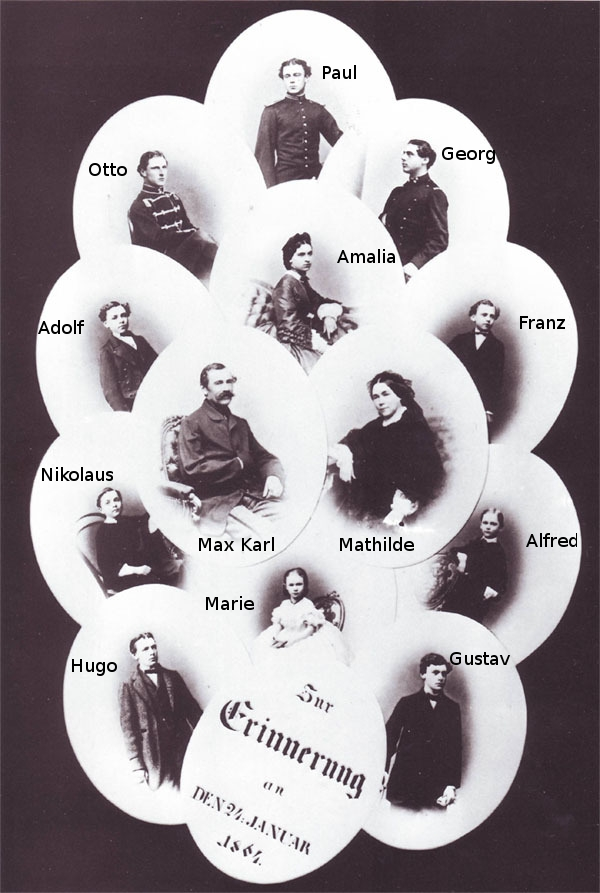
Matilde Sofia e Massimiliano Carlo con la loro famiglia in occasione del loro anniversario di nozze d'argento il 24 gennaio 1864.

Matilde Sofia sposò Massimiliano Carlo, VI Principe di Thurn und Taxis, quarto figlio di Carlo Alessandro, V Principe di Thurn und Taxis e di sua moglie la Duchessa Teresa di Meclemburgo-Strelitz il 24 gennaio 1839 a Oettingen.
Matilde Sofia e Massimiliano Carlo ebbero dodici figli:
- Principe Giorgio di Thurn und Taxis (11 luglio 1841 - 22 dicembre 1874)[1]
- Principe Paolo di Thurn und Taxis (27 maggio 1843 - 10 marzo 1879)[1]
- Principessa Amalia di Thurn und Taxis (12 maggio 1844 - 12 febbraio 1867)[1]
- Principe Ugo di Thurn und Taxis (24 novembre 1845 - 15 maggio 1873)[1]
- Principe Gustavo di Thurn und Taxis (23 febbraio 1848 - 9 luglio 1914)[1]
- principe Guglielmo di Thurn und Taxis (20 febbraio 1849 - 11 dicembre 1849)[1]
- principe Adolfo di Thurn und Taxis (26 maggio, 1850 - 3 gennaio 1890)[1]
- principe Francesco di Thurn und Taxis (2 marzo 1852 - 4 maggio 1897)[1]
- principe Nicola di Thurn und Taxis (2 agosto 1853 - 26 maggio 1874)[1]
- prince Alfredo di Thurn und Taxis (11 giugno 1856 - 9 febbraio 1886)[1]
- principessa Maria Giorgina di Thurn und Taxis (25 dicembre 1857 - 13 febbraio 1909)[1]

## Morte
Matilde Sofia morì il 20 gennaio 1886 all'età di 69 anni. È sepolta nella cappella dell'Abbazia di St. Emmeram a Ratisbona.

## Titoli
- 9 febbraio 1816 - 24 gennaio 1839: Sua Altezza Serenissima Principessa Matilde Sofia di Oettingen-Oettingen e Oettingen-Spielberg
- 24 gennaio 1839 - 10 novembre 1871: Sua Altezza Serenissima la Principessa di Thurn und Taxis
- 10 novembre 1871 - 20 gennaio 1886: Sua Altezza Serenissima la principessa vedova di Thurn und Taxis